# Xysticus pseudocristatus
Xysticus pseudocristatus là một loài nhện trong họ Thomisidae.
Loài này thuộc chi Xysticus. Xysticus pseudocristatus được miêu tả năm 2001 bởi Azarkina & Dmitri Viktorovich Logunov.